# Giulio Bertagna
Giulio Bertagna (La Spezia, 17 agosto 1894 – 1959) è stato un dirigente d'azienda, avvocato e politico italiano.
Figlio di un capitano di Marina, iscritto al PNF dal 1922 ed armatore navale, ha combattuto nella prima guerra mondiale col grado di capitano di Fanteria. 

Nel 1918 si unisce a Gabriele D'Annunzio e partecipa all'Impresa di Fiume. 

Centurione della Milizia, tra il 1926 e il 1929 e tra il 1934 e il 1938 ha presieduto lo Spezia Calcio. Membro del direttorio federale di La Spezia, direttore della Società Aerea Mediterranea, è stato podestà del Comune della Spezia dal 1932 al 1935.